# Czytelnia

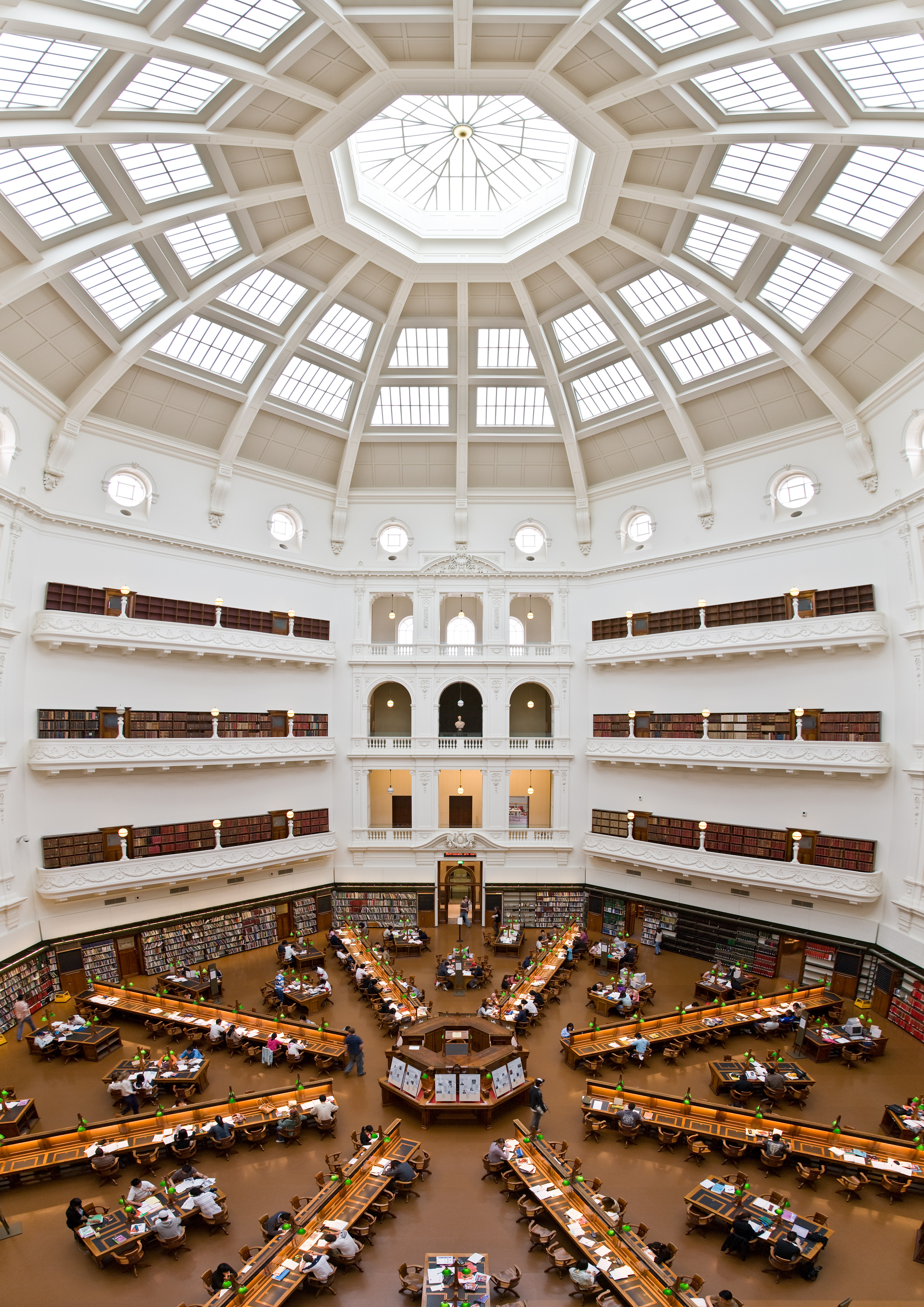
Czytelnia La Trobe w Melbourne

Czytelnia, lektorium – sala, stanowiąca zwykle część biblioteki, przeznaczona do czytania książek i innych zbiorów na miejscu oraz do nauki.
Czytelnia stanowi ważne miejsce w szkołach i na uczelniach: uczniom pozwala wykorzystać czas na naukę i odrabianie lekcji, a studentom zapoznać się z treścią podręczników i książek stanowiących literaturę do ich zajęć. Czytelnie są szczególnie popularne na zachodnich uczelniach, gdzie kładzie się wysoki nacisk na samodzielną pracę studenta.
Każda czytelnia posiada swój regulamin, w którym przede wszystkim wskazuje się na konieczność zachowania ciszy.